# Großkunitz

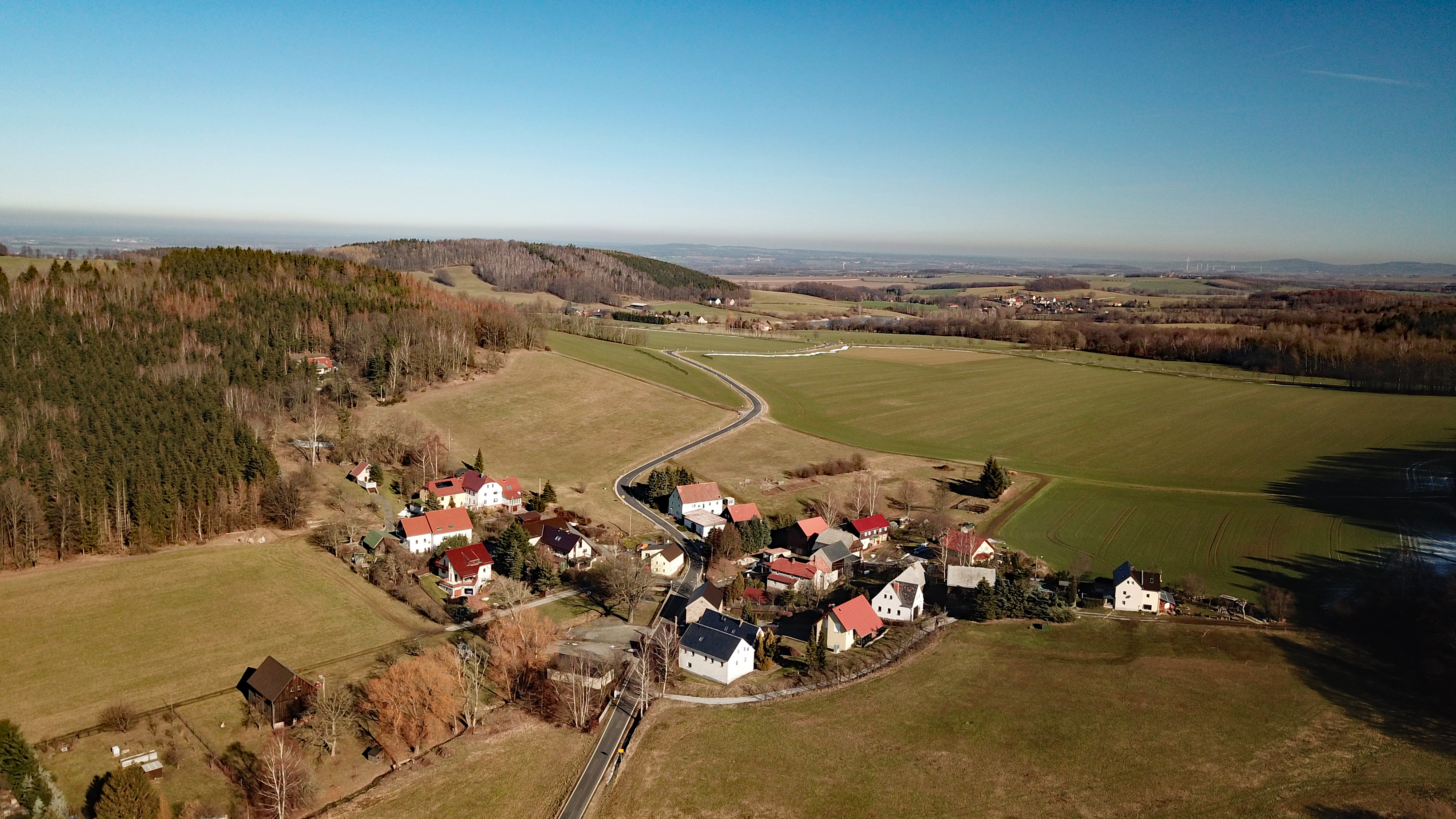
Luftbild

Großkunitz, sorbisch Chójnicaⓘ, ist ein Ortsteil der Gemeinde Kubschütz im sächsischen Landkreis Bautzen. Es zählt zum offiziellen sorbischen Siedlungsgebiet in der Oberlausitz.

## Geographie
Der Bauernweiler befindet sich südöstlich von Bautzen im Lausitzer Bergland. Großkunitz liegt zu Füßen des 380,1 m hohen Schafberges am Sattel zwischen der 412,4 m hohen Schmoritz und dem 514 m hohen Hromadnik in der Quellmulde des Kunitzer Wassers. Im Westen erhebt sich der 429,4 m hohe Drohmberg.

## Geschichte
Die Ansiedlung wurde wahrscheinlich im Mittelalter vom Rittergut Pielitz als Waldaushieb angelegt. Die erste Erwähnung von „Chogenitz“ erfolgte um 1400. Ihre Gründung erfolgte offenbar unabhängig von der seit 1419 nachweisbaren anderen Ansiedlung im Kunitzer Grund, Kleinkunitz („Coynitz parvum“), da an der Flurgrenze der Waldbestand weitgehend erhalten blieb. Zur Unterscheidung beider zu unterschiedlichen Grundherrschaften untertänigen Weiler wurde der Ort 1419 als „Coynitz superior“ bezeichnet. Großkunitz blieb immer mit dem Rittergut Pielitz verbunden, das über dem Dorf am Schafberg eine herrschaftliche Schäferei betrieb. Die Schäferei wurde im 19. Jahrhundert aufgegeben und der Schafberg wieder bewaldet. Auf dem Schafberg wurde noch eine Zeitlang eine Windmühle betrieben, daher wird er auch gelegentlich Windmühlenberg genannt. Da die von Bergwäldern umgebene Flur nur über geringe Acker- und Wiesenflächen verfügte, arbeiteten die Bewohner von Großkunitz für ihr Auskommen in den Steinbrüchen am Hromadnik. 1936 wurde Großkunitz nach Rachlau eingemeindet und kam 1974 mit diesem zusammen zu Kubschütz.

## Bevölkerung und Sprache
Bis ins 20. Jahrhundert wurde in Großkunitz mehrheitlich Sorbisch gesprochen. Nach Arnošt Muka hatten Pielitz und Großkunitz im Jahr 1885 gemeinsam 172 Einwohner, davon 137 Sorben (79,6 %) und 35 Deutsche, von denen 12 auch des Sorbischen kundig waren. Die Großkunitzer Schüler gingen in die Schule nach Rachlau.